# Union internationale des écrivains révolutionnaires
L'Union internationale des écrivains révolutionnaires, abrégé en UIER (en russe : Международного объединения революционных писателей, transcrit « Mejdunarodnoho obedienenieia pisateleï-revolioutsionerov » ; acronyme МОРП), est une organisation mise en place en URSS afin de diffuser dans le monde la vision du communisme par la culture, le réalisme socialiste.
Fondée en novembre 1927, elle diffuse ses idées au travers de son magazine, La Littérature internationale.
L'UIER avait vocation à coordonner l'action des antennes nationales :
- États-Unis :
  - Proletpen (en), fondée le 13 septembre 1929 ; association de langue yiddish.
  - League of American Writers (en), fondée en 1935.
- France : Association des écrivains et artistes révolutionnaires, fondée en mars 1932.
- Mexique : Liga de Escritores y Artistas Revolucionarios (es), fondée en 1933.